# Ralph Carson Cooney
Ralph Carson Cooney, britanski general, * 1897, † 1975.